# Polônia nos Jogos Olímpicos de Verão de 1972
A  Polônia competiu nos Jogos Olímpicos de Verão de 1972, em Munique, na Alemanha Ocidental. Destaque para a conquista do ouro no futebol pela seleção nacional.